# Жулин, Пётр Филиппович
Пётр Фили́ппович Жу́лин (27 июля 1947 года — 21 октября 1993 года) — советский хоккеист.

## Биография
Воспитанник воскресенского хоккея. Игровую карьеру начал в подмосковных клубах из Павловского Посада, Воскресенска и Раменского. Затем в сезоне 1966/1967 в составе кирово-чепецкой «Олимпии» (среди партнёров по команде был юный Александр Мальцев) выиграл первенство РСФСР, после чего команда получила право играть в классе «А» чемпионата СССР.
В следующем сезоне вернулся в «Химик», за который в 11 сезонах в Высшей лиге чемпионата СССР провёл 380 игр и забросил 15 шайб. В сезоне 1969/1970 клуб завоевал бронзовые медали чемпионата СССР.
После завершения карьеры был тренером ДЮСШ «Химика» (Воскресенск)
Трагически погиб 21 октября 1993 года.

## Достижения
- Бронзовый призёр чемпионата СССР 1969/1970.